# Cephalodella tenuiseta
Cephalodella tenuiseta is een raderdiertjessoort uit de familie Notommatidae. De wetenschappelijke naam van deze soort is voor het eerst geldig gepubliceerd in 1890 door Burn.